# آندری ماندزی
آندری ماندزی (انگلیسی: Andriy Mandziy؛ زادهٔ ۱۹ فوریهٔ ۱۹۸۸) ورزشکار لژسواری اهل اوکراین است.

## حرفه
وی همچنین از لژسواران در بازی‌های المپیک زمستانی ۲۰۱۴ بوده است که در دوره ۲۰۱۸ نیز حضور داشت.